# تطبيق ثرموسيفون

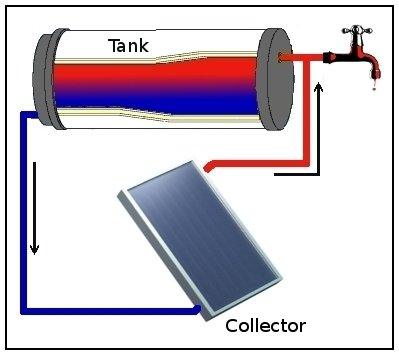
دورة الثرموسيفون في سخان مياه شمسي بسيط

تطبيق ثرموسيفون (بالإنجليزية: Thermosyphon) هو جهاز يستخدم طريقة تبادل الحرارة السلبي القائمة على الحمل الحراري الطبيعي، والذي يقوم بتدوير السائل دون الحاجة إلى مضخة ميكانيكية. ويستخدم التمدد الحراري لتدوير السوائل والغازات المتطايرة في تطبيقات التدفئة والتبريد مثل المضخات الحرارية وسخانات المياه والغلايات والأفران. يحدث التمدد الحراري أيضًا عبر تدرجات درجة حرارة الهواء مثل تلك التي تحدث في مدخنة الحطب أو المدخنة الشمسية.
يمكن أن تكون هذه الدورة إما حلقة مفتوحة، كما هو الحال عندما يتم تمرير المادة الموجودة في خزان التخزين في اتجاه واحد عبر أنبوب نقل ساخن مثبت في أسفل الخزان إلى نقطة توزيع - حتى لو كان مثبتًا فوق الخزان الأصلي - أو يمكن أن تكون دائرة مغلقة رأسية مع العودة إلى الحاوية الأصلية. الغرض منها هو تبسيط نقل السائل أو الغاز مع تجنب تكلفة وتعقيد المضخة التقليدية.

## مقدمة
يعتمد نظام ثرموسيفون على فرق الكثافة بين الماء الساخن والماء البارد الذي يؤدي إلى هبوط الماء البارد (الأثقل وزنا ) إلى الأسفل وصعود الماء الساخن (الأخف وزنا إالى الأعلى ) . ولذلك يجب وضع جهاز جمع الطاقة الشمسية (solar collector ) في مستوى أخفض من مستوى خزان المياه (water tank ),وبذلك تنتقل المياه من الخزان إلى جهاز جمع الطاقة الشمسية عبر انبوب هابط يصل بينهما .وعندما تسخن المياه في جهاز جمع الطاقة تعود وتنتقل إلى خزان المياه عن طريق انبوب صاعد يربط بينهما يصل هذا الأنبوب الجزء العلوي لجهاز جمع الطاقة بالنصف العلوي للخزان.
الأنبوب الجزء العلوي لجهاز جمع الطاقة بالنصف العلوي للخزان.
أن هذا المسار المغلق (خزان المياه-الأنابيب -جهاز جمع الطاقة الشمسية) يتم خلاله تسخين المياه حتى الوصول إلى درجة الاتزان ,وبعدها يمكن البدء باستخدام المياه الساخنة التي تكون قد ملأت القسم العلوي من الخزان ويتم تعويض الماء الساخن المسحوب من الخزان من مخزون الماء البارد في القسم السفلي من الخزان ,ومن جديد يتم تسخين الماء البارد ويعود ليكمل مساره عبر الأنابيب.
يعتمد تسخين المياه على الإشعاع الشمسي ويختلف باختلاف مقداره ,فعندما تتعرض المياه لإشعاع شمسي عالي مرتفع نسبيا تسخن وتتحرك بسرعة أعلى من السرعة التي تتحرك بها عند التعرض لإشعاع أقل .ولذلك يعمل المسار المغلق لحركة المياه (جهاز جمع الطاقة-الأنابيب -الخزان)على التأقلم مع هذا التفاوت في سرعة الحركة المعتمد على التفاوت في مقدار الإشعاع الشمسي .
في نظام الثرموسيفون يجب التأكد من وضع الخزان في مستوى أعلى من جهاز جمع الطاقة الشمسية وإلا فقد ينعكس اتجاه سير الماء في الأنابيب وخصوصا في ساعات الليل عندما تنخفض درجة حراراتها وعندها لن يعمل النظام بالطريقة الصحيحة ,وكذلك لن تحقق الفائدة المرجوة من تطبيق النظام عندما يتم استخدامه في مناطق الفرق في درجة الحرارة فيها غير كافي لتحريك المياه ودفعها عبر الأنابيب.
في المناطق التي تتعرض لكميات مرتفعة من الإشعاع الشمسي ويتم إنشاء الأسقف لتكون أفقية مستوية يتم وضع الخزانات على هذه الأسقف , ويمكن استخدام نظام Thermosyphon في المنازل ويعمل فيها بشكل فعال واقتصادي لتسخين المياه دون الحاجة لاستخدام المضخات أو التحكم وتشغيل النظام حيث يعمل بطريقة ذاتية . أما في المباني الكبير فلا يفضل استخدام هذا النظام (تزيد مساحة جهاز جمع الطاقة الشمسية 10م2), وأيضا يصعب استخدامه في المباني ذات الأسقف المائلة , وأيضا في المناطق التي تتعرض للصقيع.

## ملخص
يصنف نظام ثرموسيفون على أنه تكنولوجيا ملائمة ( appropriate technology) أي أنه نظام مصمم ليتلائم مع ظروف المكان المستخدم فيه .
يعتمد هذا النظام على استخدام مصادر الطاقة الطبيعية المتجددة لتطبيق قوانين الديناميكا الحرارية لدفع الماء أو الهواء الساخن للحركة والطاقة الطبيعية المستخدمة فيه هي الإشعاع الشمسي , حيث يتم تجميع الأشعة المنبعثة من الشمس وتخزين طاقتها في جهاز جمع الطاقة الشمسية وبالاعتماد على التوصيل الحراري يتم تسخين الماء . و يمكن تحليله بالتالي : عندما يسخن الماء أو الهواء فإنه يكتسب طاقة ويصبح أقل كثافة ويتمدد وبالتالي يرتفع للأعلى وبالمقابل عندما يبرد الماء أو الهواء تخرج الطاقة من الجزيئات فتزداد كثافتها وتهبط للأسفل، ويستخد نظام Thermosyphon الفرق في الكثافة بين السوائل الساخنة والباردة لتوليد حركة ذاتية للسوائل.

## توظيف الفيزياء
الديناميكا الحرارية هي دراسة الطاقة.
1. القانون الأول للديناميكا الحرارية : الطاقة لا تفنى ولا تستحدث ولكن تنتقل من شكل إلى آخر (قانون حفظ الطاقة ).

يمكن تطبيق هذا القانون على حركة المياه في نظام Thermosyphon حيث تجمع الطاقة الشمسة وتنتقل باستخدام التوصيل أو الحمل الحراري إلى الماء أو الهواء المراد تسخينه وبهذه الطريقة نستغني عن استخدام أي مصدر آخر للطاقة مثل الوقود وغيره
1. القانون الثاني للديناميكا الحرارية : في عمليات تبادل الطاقة إذا لم يتم دخول أو خروج للطاقة من النظام فإن الطاقة الكامنة بعد الانتهاء تكون أقل من الطاقة الكامنة التي كانت في البداية , أي أن مجموع الطاقة الكامنة قبل أكبر منه في النهاية .

الطاقة دائما محفوظة , ولكنها تنتقل , ففي نظام Thermosyphon يتم فقدان الطاقة على شكل حرارة , ولذلك يتم استخدام مواد عازلة مناسبة مما يقلل من الفقدان الحراري وبالتالي يزيد فعالية النظام .
قانون بلانك :الطول الموجي للأشعة المنبعثة من سطع معين يتناسب مع درجة حرارة هذا السطح .
انتقال الطاقة بين جسمين نتيجة الاختلاف في درجات حرارتهما :جسم غامق اللون يمتص الحرارة و جسم فاتح اللون يعكس الحرارة
الصفائح الغامقة في جهاز جمع الطاقة الشمسية ستساعد على جمع أكبر للإشعاع مما سيزيد من الطاقة المستخدمة لتسخين المياه في نظام Thermosyphon , أما الأنابيب فاتحة اللو ن والتي تعكس الحرارة في خزان المياه ستقلل من فقدان الحرارة من الماء الساخن إلى خارج النظام.

## الأنظمة التي تعتمدعلى مصادر الطاقة الطبيعية المتوافرة ( Passive Systems)
يعتمد نظام ال Thermosyphon على تسخين المياه دون الحاجة إلى الوقود أو إلى الكهرباء بل باستخدام الإشعاع الشمسي الطبيعي , يتكون النظام من جهاز لجمع الطاقة الشمسة و خزان مياه وأنابيب للوصل بينهما تتحرك المياه وتنتقل من الخزان إلى جهاز جمع الطاقة عبر الأنابيب عندما تسخن وتختلف كثافتها . يدخل الماء البارد إلى جهاز تجميع الطاقة الشمسية حيث يتم هناك تسخينه من طاقة الإشعاع الشمسي , عندما تسخن المياه تقل كثافتها وترتفع عبر الأنابيب لتصل الخزان وتملئ القسم العلوي منه , الماء البارد الثقيل الموجود في الخزان يشغل القسم السفلي فيه .تستمر هذه العملية بالتكرار ذاتيا وتلقائيا حتى تصل درجة الحرارة للاتزان مع الإشعاع الشمسي الداخل.

### 1- Close-coupled system
يعمل هذا النوع بنفس مبدأ نظام Thermosyphon المشروح أعلاه , حيث يتم وضع خزان المياه فوق مستوى جهاز جمع الطاقة ويتم وصلهما بأنابيب وتتولد حركة للمياه عبرها.
مكونات النظام :
1-الإشعاع الشمسي (أو أي مصدر طاقة )
2-جهاز جمع الطاقة الشمسية
3-الأنابيب
4-مادة عازلة
5-ماء
6-خزان ماء
7-سقف قوي لحمل خزان الماء عليه
التكلفة :

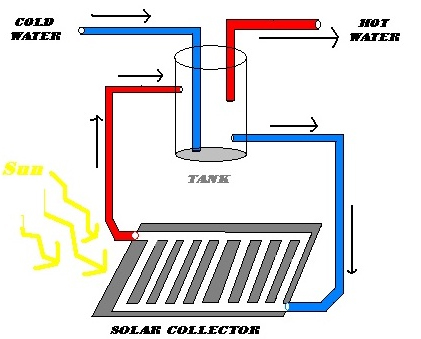

تتراوح تكلفة هذا النظام ما بين 500$-6.500$ و يرجع هذا التفاوت للاختلاف في حجم الخزان , ومقدار الإشعاع الشمسي الذي يختلف باختلاف المنطقة .تقدم العديد من الدول والولايات , والجهات المسؤولة العديد من الحوافز و الدعم لمستخدمي الطاقة المتجددة مما يشجع على استخدام مثل هذا النظام .
الإيجابيات و السلبيات
الإيجابيات :
1-غير ملوث (صديق للبيئة )
2-توفير للطلاقة -يعتمد على المصادر الطبيعية المتجددة
3- تكلفة أقل
4-لا يحتل حيز داخل المبنى(يوفر مساحة )
السلبيات :
1-تعرض خزان المياه للإشعاع الشمسي بشكل مستمر قد يؤدي إلى التأثير على تركيب مادته
2-تتأثر فعالية هذا النظام بالموقع الجغرافي المستخدم فيه
3-يأثر على المنظر الخارجي للمبنى-الناحية الجمالية للتصميم
4-يحتاج لنظام انشائي متين ليستطيع تحمل وزن خزان الماء
5-لا يصلح استخدامه في المناطق شديدة البرودة
6-يجب اختيار موقعه بحيث نضمن تعرضه لأكبر قدر من الإشعاع الشمسي (مثل الواجهة الجنوبية ..)

### 2- Gravity-feed system
يعمل هذا النوع بنفس مبدا عمل Thermosyphon ولكن مع اختلاف في تركيب الأجزاء المكونة له , حيث يختلف مكان تركيب خزان المياه بوضعه أفقيا على السطح مباشرة فة ق جهاز جمع الطاقة الشمسية , فتقوم المياه الساخنة في الخزان بالانتقال بفعل الجاذبية إلى الأماكن المستخدمة فيها , في الأنظمة التي تعمل بمساعدة قوة الجاذبية يجب الأخذ بعين الاعتبار حاجتها الإضافية لمزيد من الأنابيب والمضخات
مكونات النظام :
1-الإشعاع الشمسي (أو أي مصدر طاقة )
2-جهاز جمع الطاقة الشمسية
3-الأنابيب
4-مادة عازلة
5-ماء
6-خزان ماء
7-سقف قوي لحمل خزان الماء عليه
التكلفة :

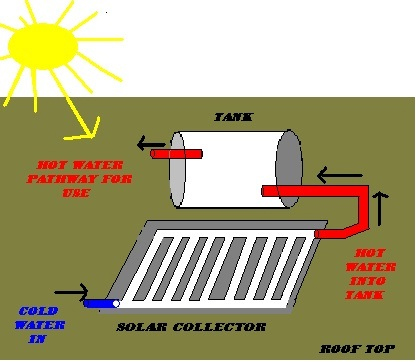

الأنظمة المعتمدة على قوة الجاذبية تكون في الغالب الأقل تكلفة والأوفر لاستخدامها في تسخين المياه , حيث تتراوح تكلفتها من 400$-5.500$ , وهذا التفاوت يعود للاختلاف في حجم الخزان وكمية الإشعاع الشمسي الساقط الذي يختلف باختلاف الموقع الجغرافي.
الأيجابيات و السلبيات :
الإيجابيات :
1-غير ملوث (صديق للبيئة )
2-توفير للطلاقة -يعتمد على المصادر الطبيعية المتجددة
3- تكلفة أقل
4-لا يحتل حيز داخل المبنى(يوفر مساحة )
5-يتناغم مع التصميم ولا يؤثر على المظهر الخارجي بسبب التوضيع الأفقي للخزان
السلبيات:
1- حاجة اضافية لاستخدام الأنابيب والمضخات مما يزيد من التكلفة
2-يحتاج لنظام انشائي متين ليستطيع تحمل وزن خزان الماء وجهاز جمع الطاقة
3-لا يصلح استخدامه في المناطق شديدة البرودة
4-يجب اختيار موقعه بحيث نضمن تعرضه لأكبر قدر من الإشعاع الشمسي (مثل الواجهة الجنوبية ..)

## 2- الأنظمة التي تعتمدعلى مصادرالطاقة غير الطبيعية (Active Systems )
تعرف أيضا بأنظمة المضخات أو الأنظمة الموزعة
تعمل هذه الأنظمة على نفس مبدأعمل نظام Thermosyphon, ولكنها تعتمد على مصادر طاقة غير متجددة لتسخين المياه ودفعها عبر الأنابيب , حيث يتم تركيب جهاز جمع الطاقة على السطح أما الخزان فيجب وضعه في مستوى أخفض منه ,وتستخدم المضخات لرفع الماء من الخزان لتصل جهاز جمع الطاقة , وبذلك فإ هذا النظام يحتاج إلى طاقة إضافية مما يزيد من تكلفته
مكونات النظام :
1-طاقة شمسية
2-جهاز جمع الطاقة الشمسية
3-طاقة كهربائية
4-مضخة كهربائية
5-أنابيب إضافية
6-مادة عازلة
7-ماء
8-خزان ماء
التكلفة :

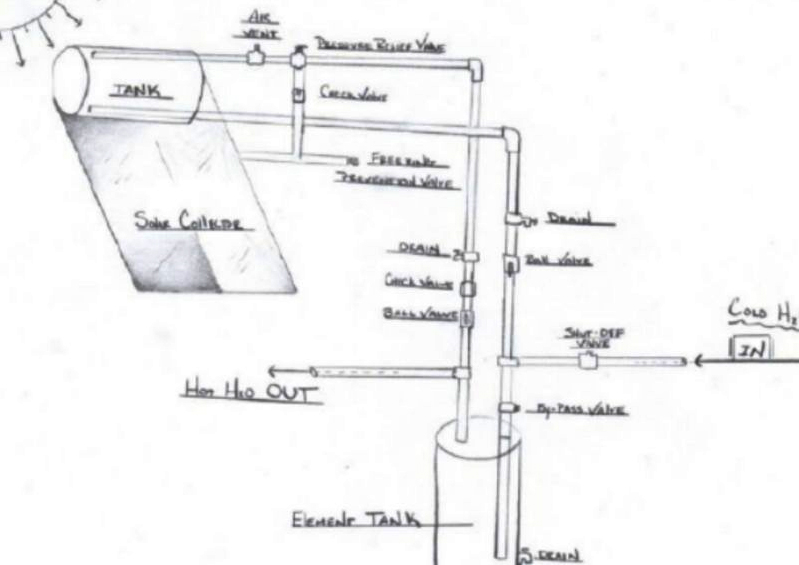

تتراوح تكلفة هذا النظام ما بين 1.200$-10.500$, يرجع هذا التفاوت إلى حجم خزان المياه المستخدم , والأنابيب الداخلية
..
الإيجابيات والسلبيات :
الإيجابيات :
1-توفير المال
2-تكلفته مقبولة
3-لا يؤثر على المظهر الخارجي للمبنى حيث يمكن وضع الخزان وإخفاؤه في أي مكان
4-صديق للبيئة لا ينتج عنه انبعاث للغازات
السلبيات :
1- يستخدم طاقة إضافية من النظام الذي يعتمد على الطاقة الطبيعية المتجددة
2-يحتاج للصيانة المتكررة
3-فقدان الطاقة أثناء انتقال الماء من جهاز جمع الطاقة إلى الخزان
4-يجب اختيار موقعه بحيث نضمن تعرضه لأكبر قدر من الإشعاع الشمسي (مثل الواجهة الجنوبية ..)

## تسخين الهواء
يعتمد هذا النظام على الحمل الحراري لتسخين الهواء , حيث يتحرك الهواء في مسار أفقي مغلق دون الحاجة إلى مضخة . يتحرك الهواءالبارد الداخلي عن طريق فتحة ويتجه باتجاه جهز جمع الطاقة الشمسية ويسخن هناك بتأثير طاقة الإشعاع الشمسي .ثم يرتفع بفعل نقصان كثافته ويتحرك عبر الأنابيب إلى أن يصل إلى المنطقة المراد تدفئتها وثم يعود هواء بارد للدخول إلى جهاز جمع الطاقة ويكمل هذه الدائرة المغلقة حتى يتحقق الاتزان في درجة الحرارة بين الهواء الداخل والهواء الخارج
مكونات النظام :

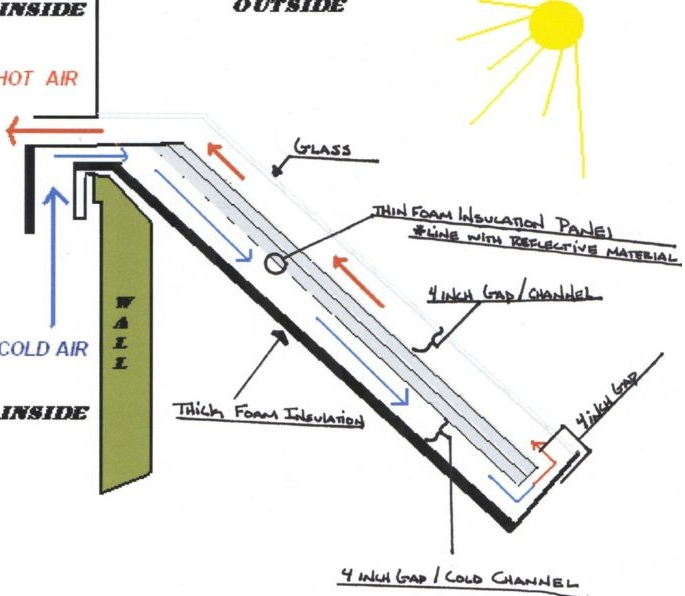

بازدياد مساحة جهاز جمع الطاقة زادت فعالية النظام
1- 6 إطارات أفقية 2*6 إنش
إطارات جانبية : 2*6 إنش & 2*8 إنش
2- 10 ألواح بولي مموجة
3- طلاء مقاوم للأشعة فوق البنفسجية
4- ألواح امتصاص الطاقة الشمسية
5- ألواح معدنية سوداء
6- ألواح بلاستيكية
التكلفة :
تتراوح تكلفته ما بين 400$-55.00$ يرجع هذا التفاوت إلى مساحة جهاز جمع الطاقة الشمسية وعزل المناطق المراد تدفئتها والإشعاع الشمسي في المنطقة الذي يتغير بتغير الموقع الجغرافي
الإيجابيات والسلبيات :
الإيجابيات :
1-منخفض التكلفة
2-توفير الطاقة
3-صديق للبيئة
4-يستخدم لتبريد الأجهزية الإلكترونية
السلبيات :
1-يحتاج إلى صيانة متكررة ويفضل تغطيته في الأوقات التي يكون فيها الإشعاع الشمسي منخفض
2-يعتمد على الموقع الجغرافي وتتأثر فعاليته بتغيره
3-يتطلب إغلاق يدوي للصمامات ليلا
4-يفضل توجيهه باتجاه الجنوب ليحصد أكبر قدر ممكن من الطاقة